# Leichtathletik-Weltmeisterschaften 2022/20 km Gehen der Männer

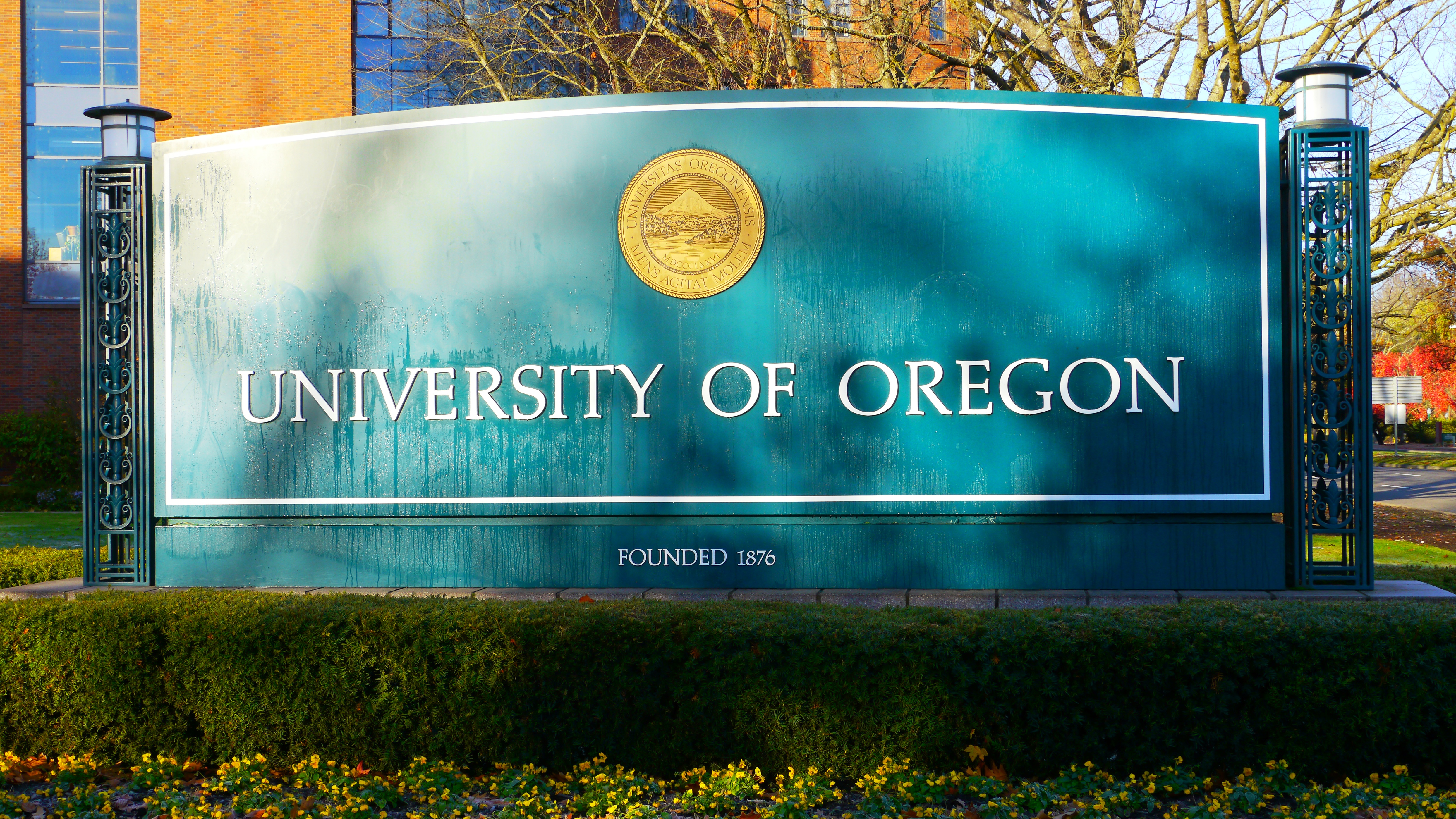
Der Start zum 20-km-Gehen erfolgte an der Universität von Eugene

Das 20-km-Gehen der Männer bei den Leichtathletik-Weltmeisterschaften 2022 wurde am 15. Juli 2022 auf einem Rundkurs in der Stadt Eugene in den Vereinigten Staaten ausgetragen.
Das japanische Team errang in diesem Wettbewerb einen Doppelerfolg. Weltmeister wurde Toshikazu Yamanishi vor Kōki Ikeda. Bronze ging an den Schweden Perseus Karlström.

## Rekorde

### Bestehende Rekorde
| Weltrekord               | Yūsuke Suzuki   | 1:16:36 h | Nomi, Japan                      | 15. März 2015   |
| Weltmeisterschaftsrekord | Jefferson Pérez | 1:17:21 h | WM Paris/Saint-Denis, Frankreich | 23. August 2003 |

### Rekordverbesserung
Der bestehende WM-Rekord wurde bei diesen Weltmeisterschaften nicht erreicht. Mit seiner Siegerzeit von 1:19:07 h blieb der japanische Weltmeister Toshikazu Yamanishi 1:46 min über dem Rekord. Zum Weltrekord fehlten ihm 2:31 min.

## Durchführung
Hier gab es keine Vorrunde, alle 45 Geher traten gemeinsam zum Finale an.

## Ergebnis

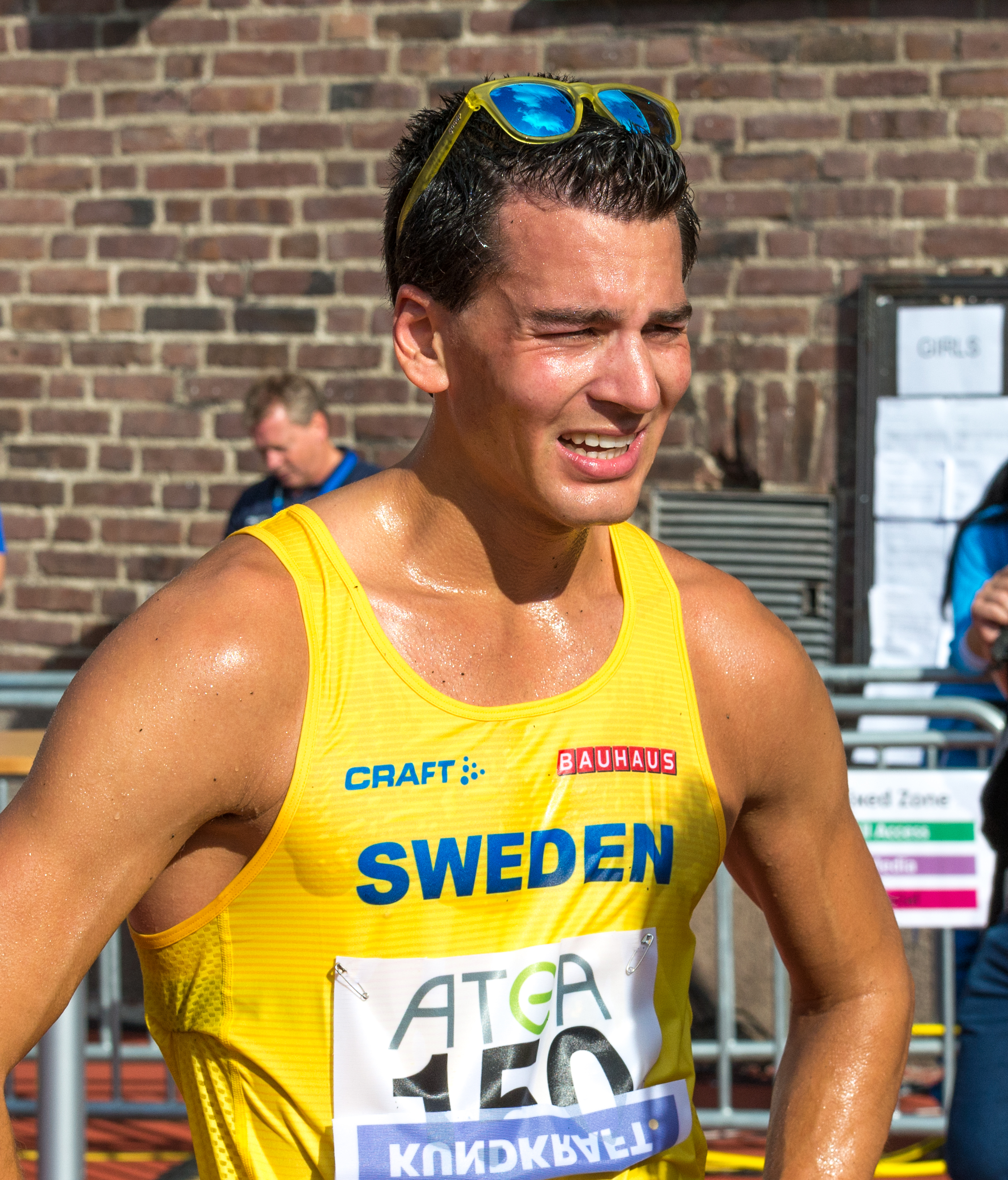
Bronzemedaillengewinner Perseus Karlström

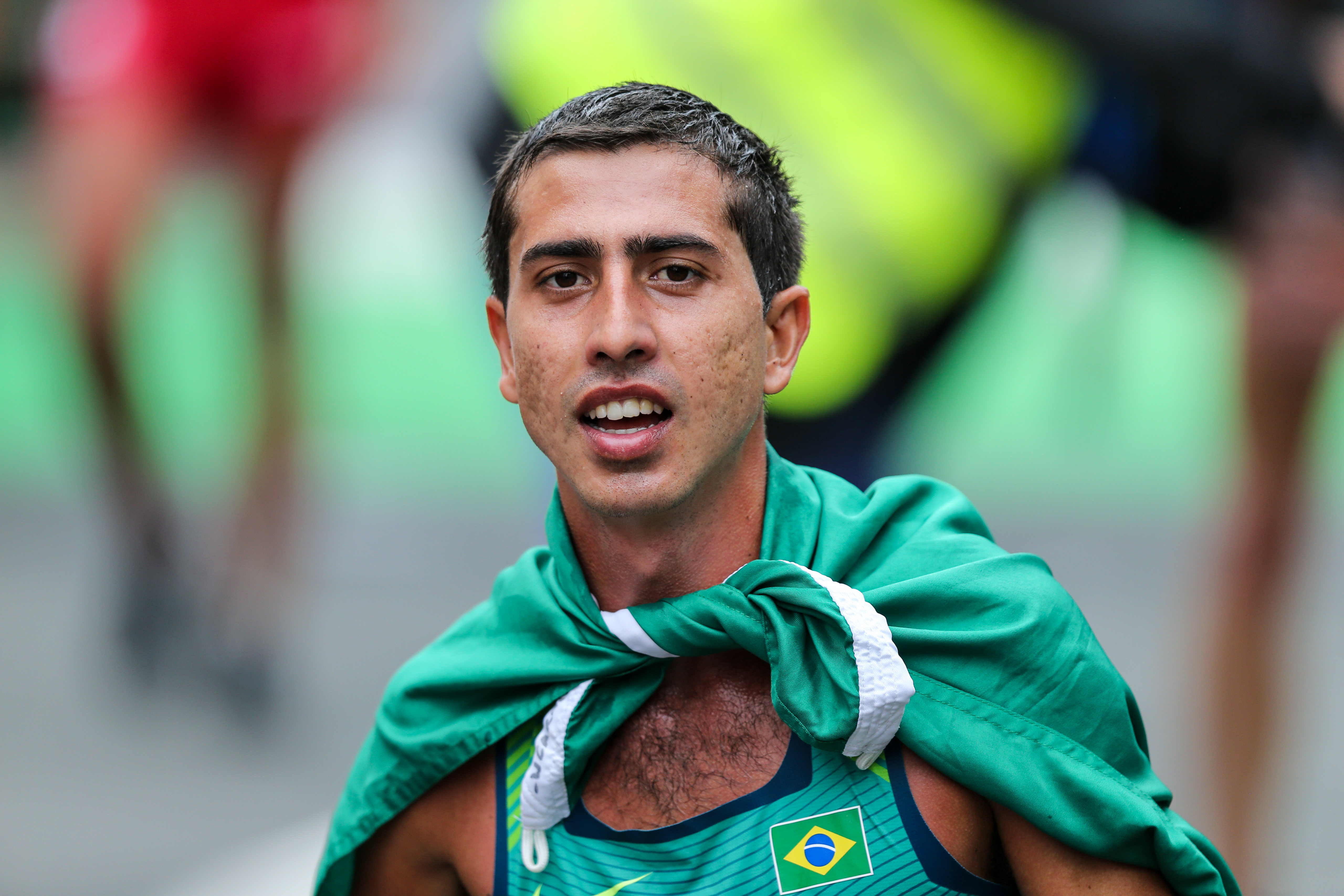
Der sechstplatzierte Caio Bonfim

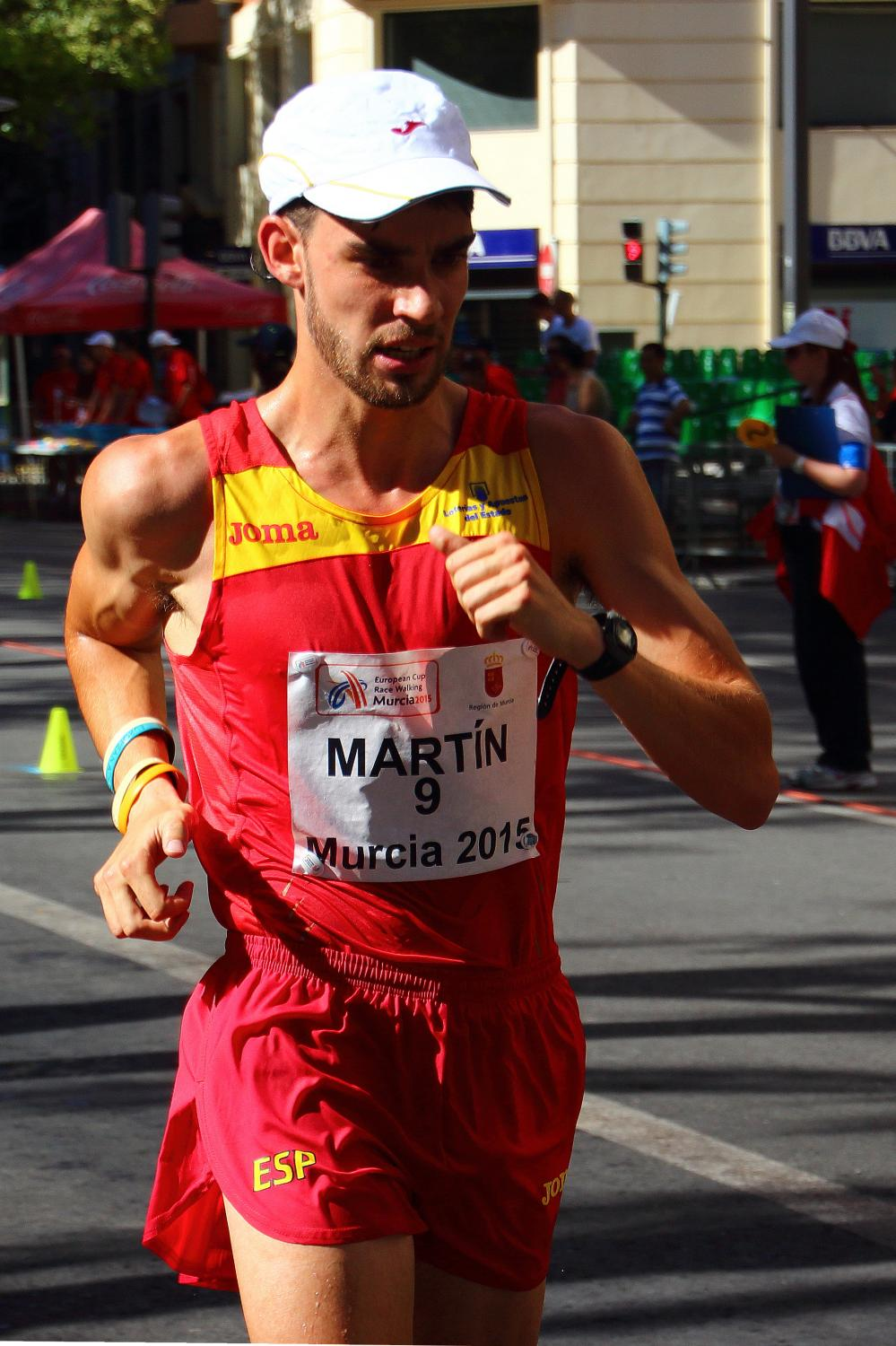
Rang sieben für Álvaro Martín

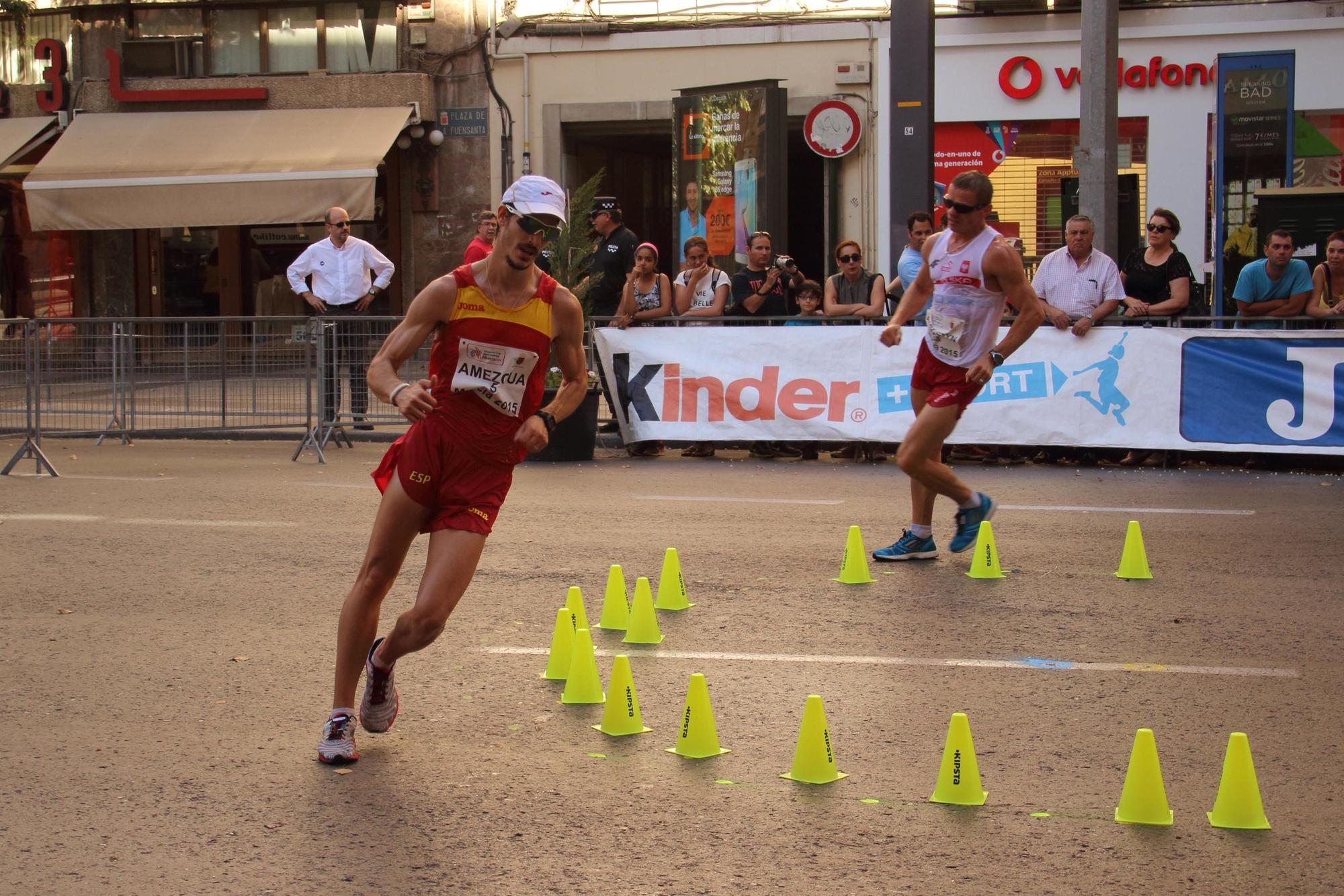
Alberto Amezcua (rotes Trikot) kam auf den neunten Platz

15. Juli 2022, 15:10 Uhr Ortszeit (16. Juli 2022, 0:10 Uhr MESZ)
| Platz | Name                    | Nation              | Verwarnungen       | Zeit (h)                                              |
| ----- | ----------------------- | ------------------- | ------------------ | ----------------------------------------------------- |
| 1     | Toshikazu Yamanishi     | Japan               | Bod                | 1:19:07                                               |
| 2     | Kōki Ikeda              | Japan               | Bod                | 1:19:14                                               |
| 3     | Perseus Karlström       | Schweden            |                    | 1:19:18                                               |
| 4     | Samuel Gathimba         | Kenia               |                    | 1:19:25                                               |
| 5     | Brian Pintado           | Ecuador             | Bod                | 1:19:34                                               |
| 6     | Caio Bonfim             | Brasilien           | Bod                | 1:19:51                                               |
| 7     | Álvaro Martín           | Spanien             |                    | 1:20:19                                               |
| 8     | Hiroto Jusho            | Japan               | Knie               | 1:20:39                                               |
| 9     | Alberto Amezcua         | Spanien             |                    | 1:20:44                                               |
| 10    | César Augusto Rodríguez | Peru                | Bod                | 1:20:59                                               |
| 11    | David Hurtado           | Ecuador             | Bod                | 1:21:11                                               |
| 12    | Wayne Snyman            | Südafrika           |                    | 1:21:23                                               |
| 13    | Wang Kaihua             | Volksrepublik China |                    | 1:21:41                                               |
| 14    | Cui Lihong              | Volksrepublik China | Bod/Bod            | 1:22:17                                               |
| 15    | Francesco Fortunato     | Italien             |                    | 1:22:50                                               |
| 16    | Diego García            | Spanien             |                    | 1:23:21                                               |
| 17    | Declan Tingay           | Australien          | Bod/Bod/Knie       | 1:23:28 IWR 230, TR54.7.3 – PLZ120 (Zeitstrafe 2 min) |
| 18    | Andrés Olivas           | Mexiko              | Bod                | 1:23:36                                               |
| 19    | Rhydian Cowley          | Australien          | Knie               | 1:23:37                                               |
| 20    | Aleksi Ojala            | Finnland            | Bod                | 1:23:40                                               |
| 21    | José Ortiz              | Guatemala           | Knie               | 1:23:48                                               |
| 22    | Éider Arévalo           | Kolumbien           | Bod                | 1:24:32                                               |
| 23    | Jordy Jiménez           | Ecuador             | Bod/Bod            | 1:24:35                                               |
| 24    | Zhang Jun               | Volksrepublik China | Bod/Bod            | 1:24:35                                               |
| 25    | Julio César Salazar     | Mexiko              |                    | 1:25:16                                               |
| 26    | Miroslav Úradník        | Slowakei            |                    | 1:25:40                                               |
| 27    | José Oswaldo Calel      | Guatemala           | /Bod               | 1:26:24                                               |
| 28    | Georgi Scheiko          | Kasachstan          |                    | 1:26:40                                               |
| 29    | Eiki Takahashi          | Japan               | Bod                | 1:26:46                                               |
| 30    | Matheus Corrêa          | Brasilien           | Bod/Knie/Bod       | 1:27:31 IWR 230, TR54.7.3 – PLZ120 (Zeitstrafe 2 min) |
| 31    | Nick Christie           | USA                 |                    | 1:28:28                                               |
| 32    | Gianluca Picchiottino   | Italien             |                    | 1:28:33                                               |
| 33    | Kyle Swan               | Australien          |                    | 1:28:32                                               |
| 34    | Choe Byeong-kwang       | Südkorea            | Bod/Bod            | 1:28:56                                               |
| 35    | Quentin Rew             | Neuseeland          | Knie/Bod           | 1:29:19                                               |
| 36    | Lucas Mazzo             | Brasilien           | Bod                | 1:29:32                                               |
| 37    | Dominik Černý           | Slowakei            |                    | 1:29:41                                               |
| 38    | Juan Manuel Cano        | Argentinien         |                    | 1:29:47                                               |
| 39    | David Kenny             | Irland              |                    | 1:31:23                                               |
| 40    | Sandeep Kumar           | Indien              | Knie/Knie/Knie     | 1:31:58 IWR 230, TR54.7.3 – PLZ120 (Zeitstrafe 2 min) |
| 41    | Luis Henry Campos       | Peru                | Knie/Knie          | 1:34:02                                               |
| 42    | Jesús Calderón          | Mexiko              |                    | 1:35:43                                               |
| 43    | Dan Nehnevaj            | USA                 | Knie               | 1:43:07                                               |
| DNF   | Christopher Linke       | Deutschland         |                    |                                                       |
| DSQ   | José Alejandro Barrondo | Guatemala           | Knie/Knie/Bod/Knie | IWR 230, TR54.7.5 – Disqualifikation                  |

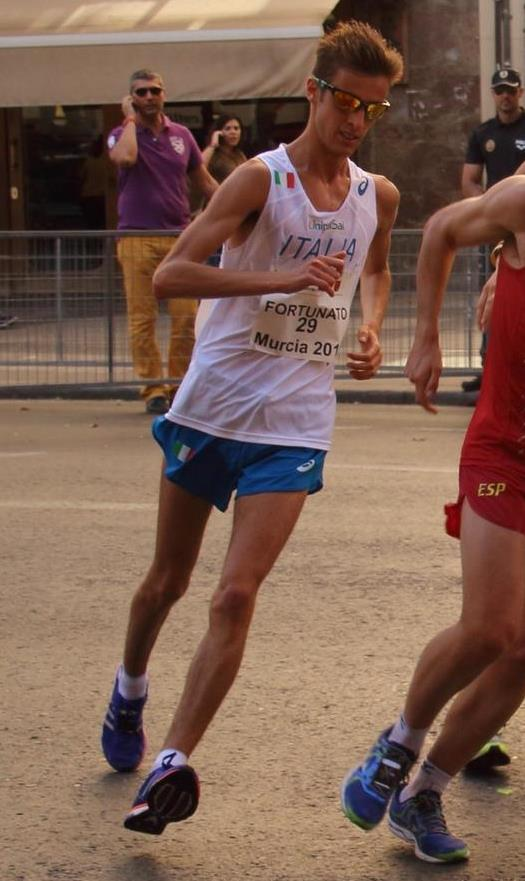
Francesco Fortunato belegte Rang fünfzehn
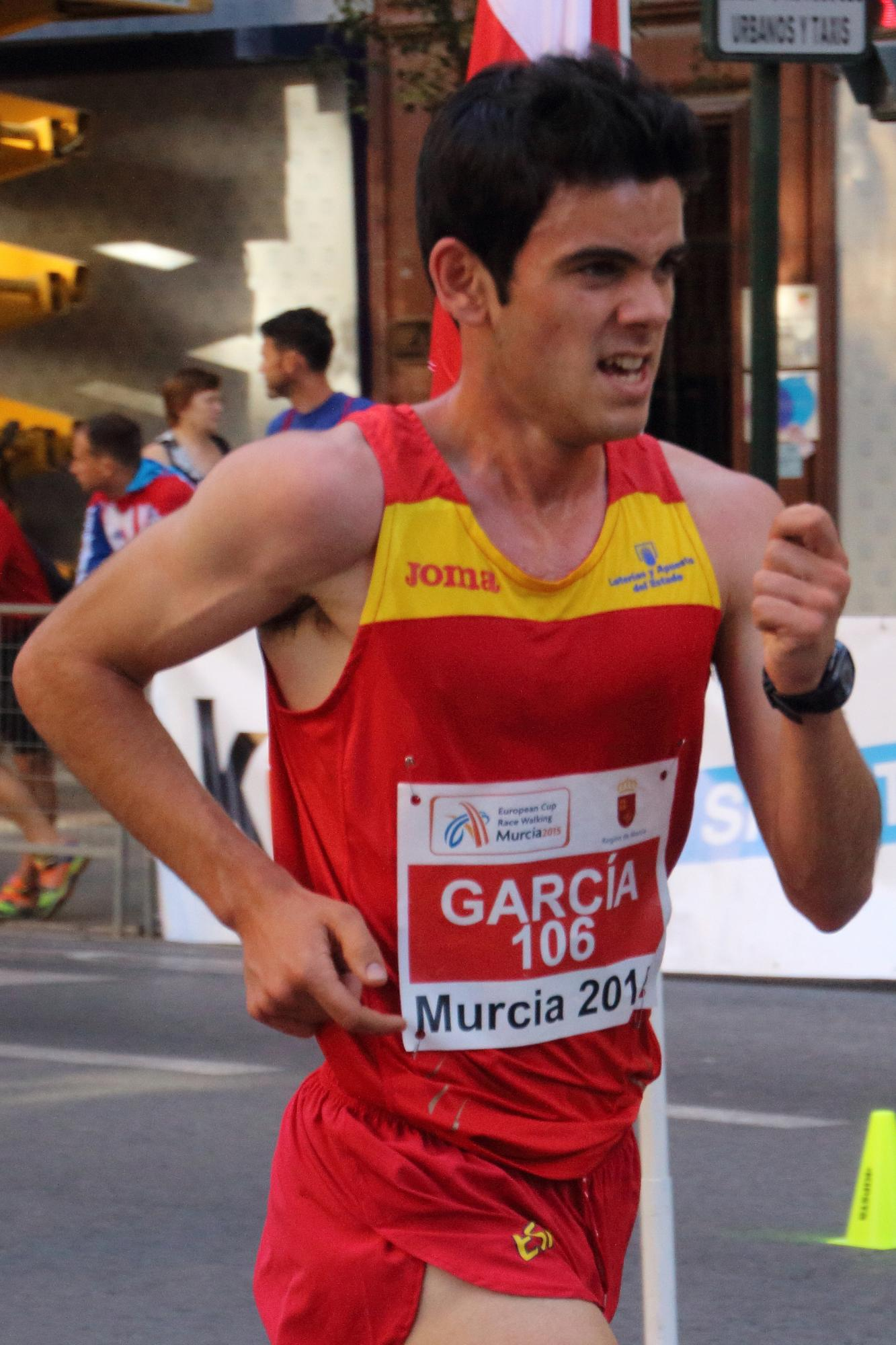
Diego García erreichte Platz sechzehn
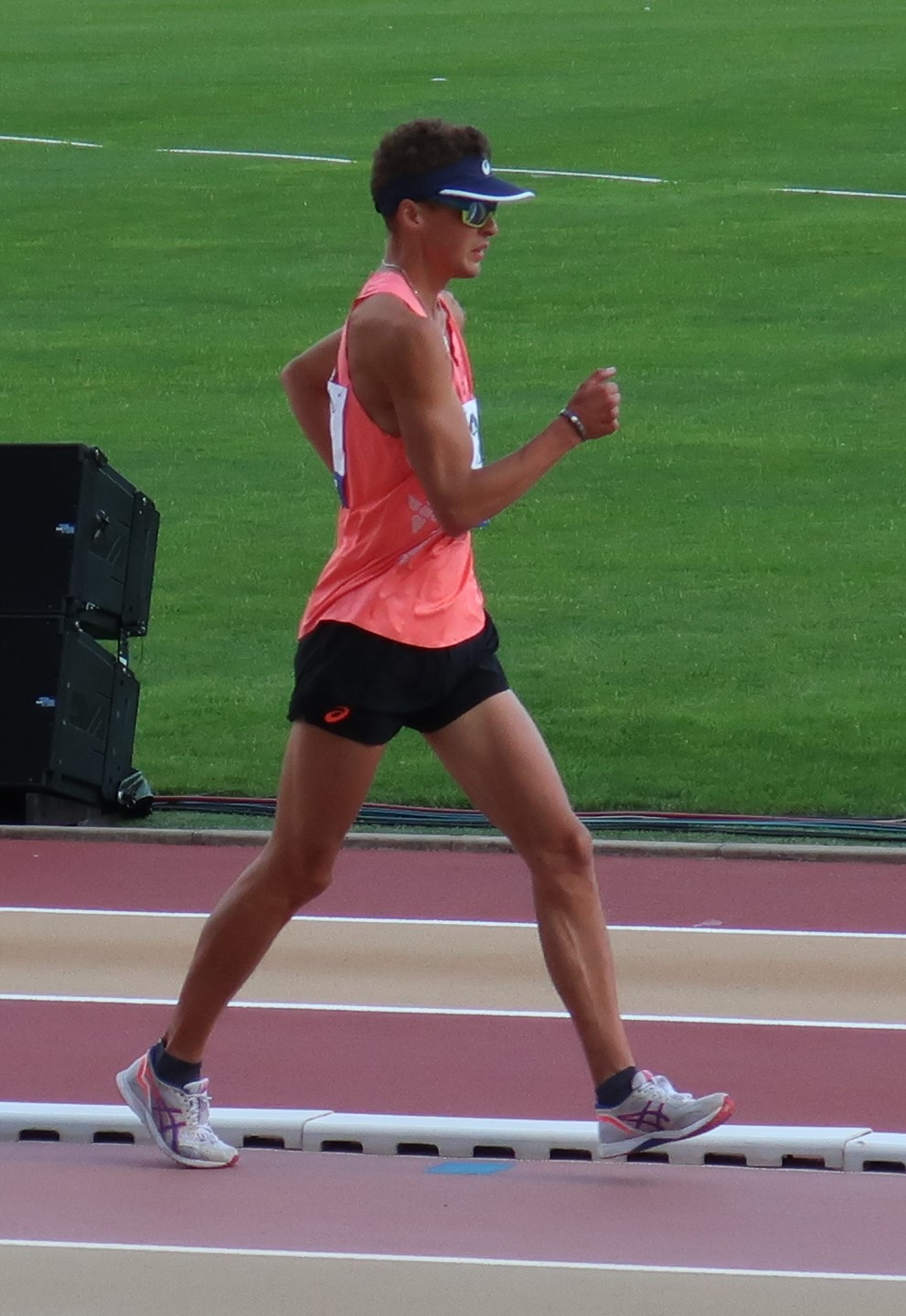
Aleksi Ojala – Rang zwanzig
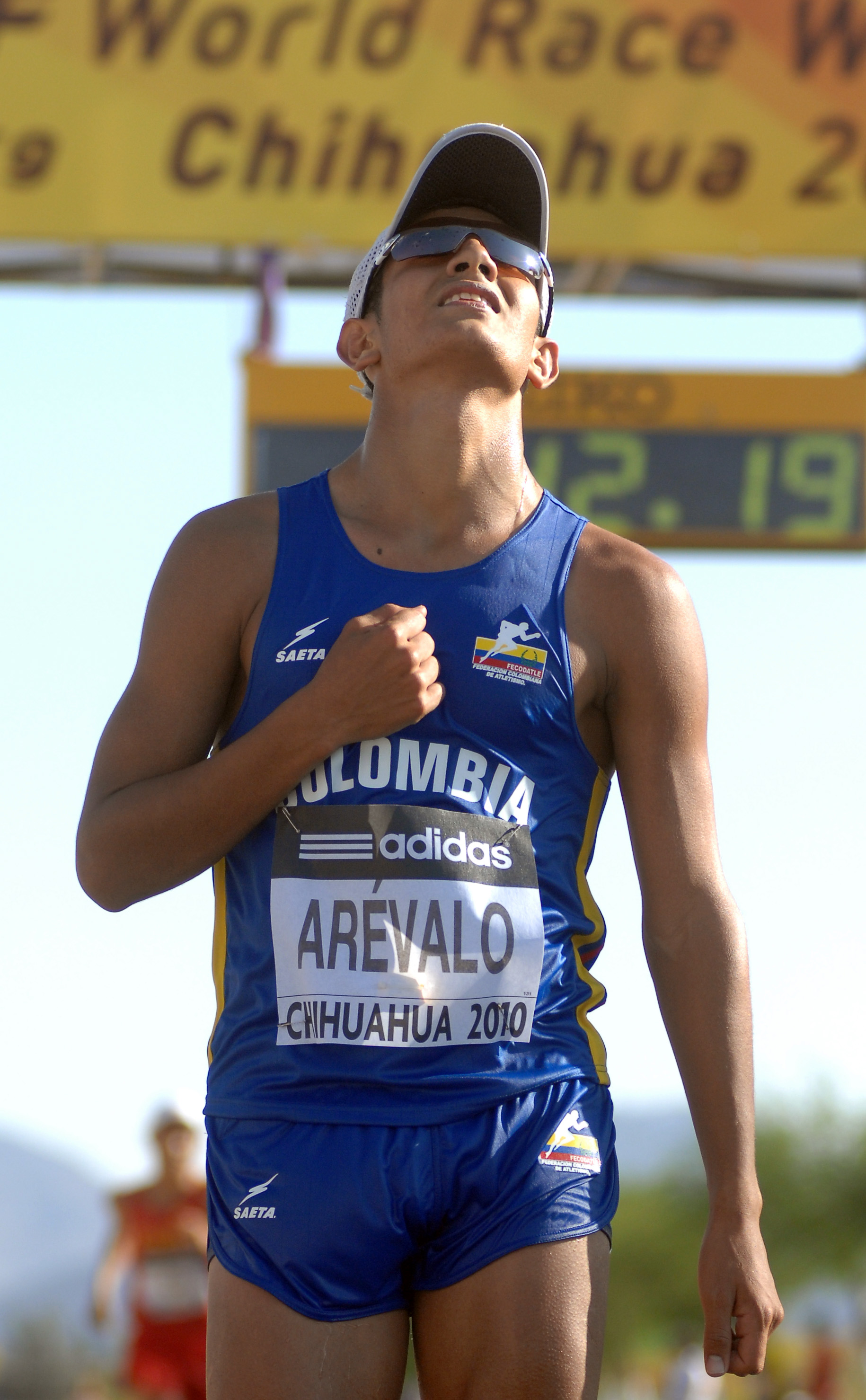
Éider Arévalo wurde 22.

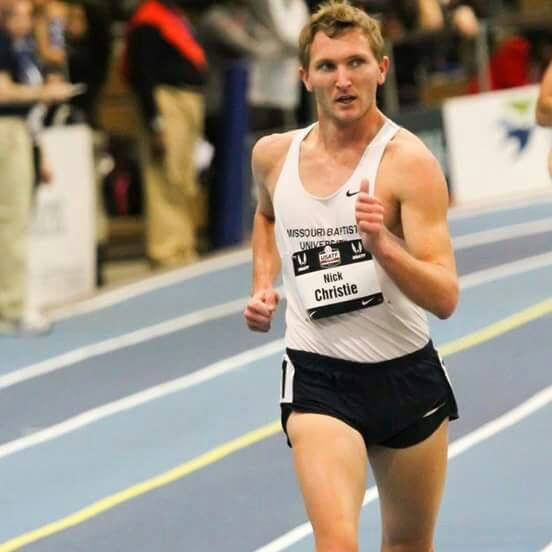
Nick Christie – Rang 31
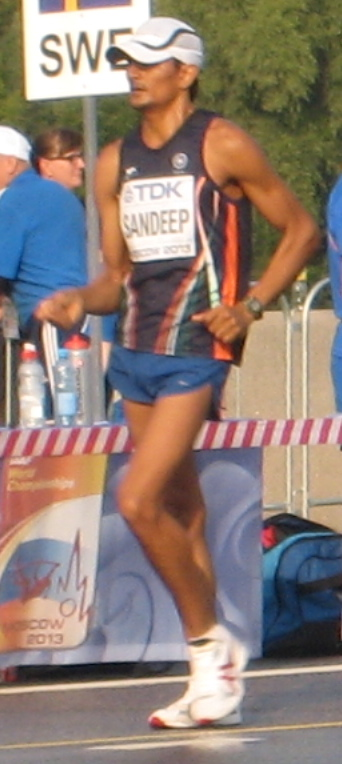
Sandeep Kumar – Rang vierzig
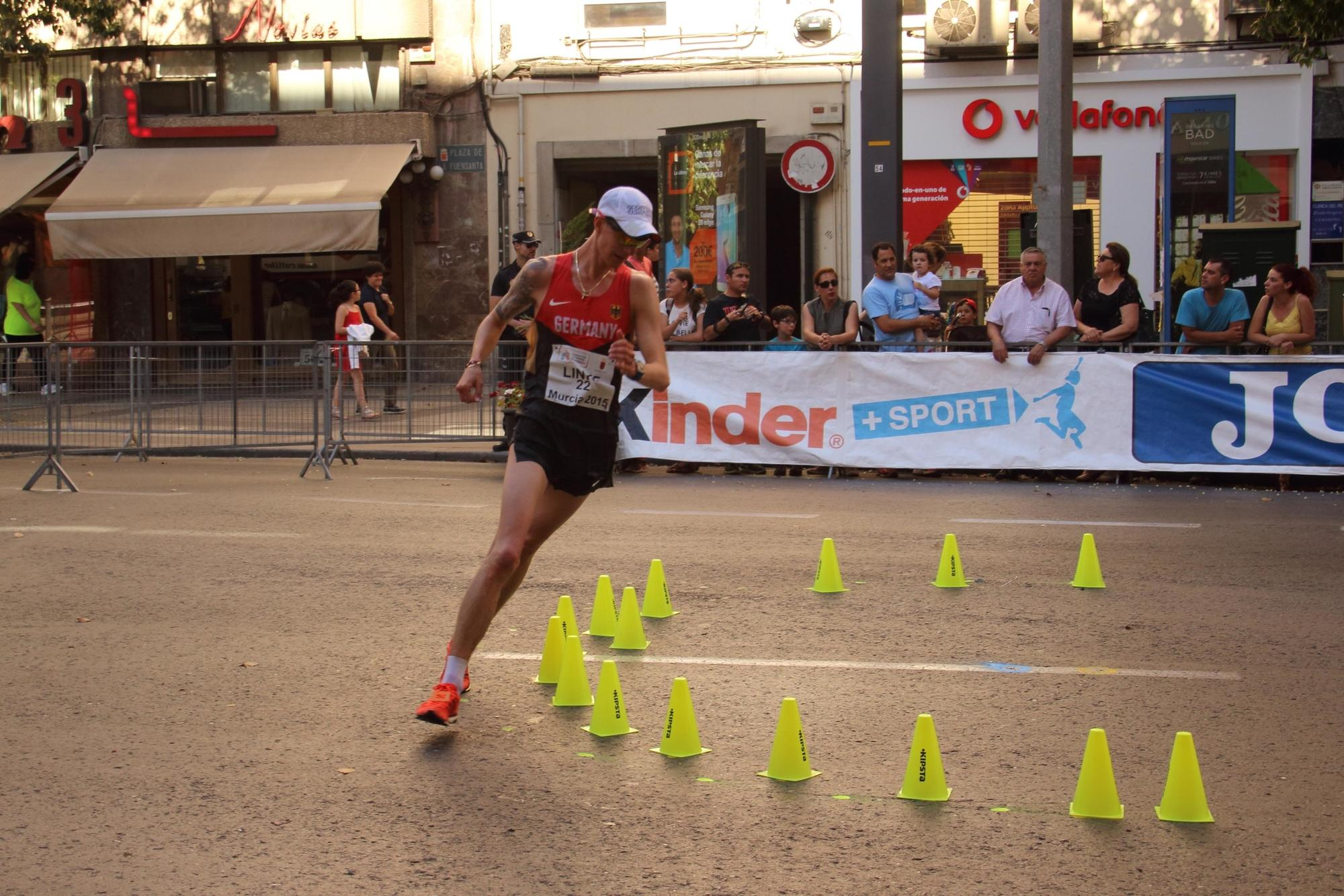
Christopher Linke – Wettkampf nicht beendet

## Videolinks
- Day 1 Highlights, World Athletics Championships Oregon 22, Bereich: 3:03 min bis 3:33 min, youtube.com, abgerufen am 9. August 2022
- Yamanishi win gold in the men's 20km, youtube.com, abgerufen am 9. August 2022